# Andrés Resino
Andrés Resino Fernández (Velada, Toledo, 6 de noviembre de 1940 - Mompía, Santa Cruz de Bezana, Cantabria, 13 de marzo de 2011) fue un actor español. Era primo del futbolista Abel Resino.

## Biografía
Abandona sus estudios universitarios de Ciencias Políticas en favor de la Escuela Oficial de Interpretación. Allí conoce a otro estudiante, Pedro Olea, que le propone el papel protagonista en su primera película, Días de viejo color.
A partir de ese momento, interviene, durante los años setenta y primera mitad de los ochenta en algo más de una veintena de títulos, casi siempre en el papel de galán. Alterna producciones españolas e italianas, con títulos como La noche de Walpurgis (1970), de León Klimovsky, La cólera del viento (1971), de Mario Camus, Aunque la hormona se vista de seda (1971), de Vicente Escrivá, Jack, el destripador de Londres (1971) de José Luis Madrid o Los amantes de la isla del diablo (1972), de Jesús Franco.
Más sólida es su trayectoria teatral, debutando sobre los escenarios en 1975 con El paseo del mono. Con posterioridad participó en los montajes Los chicos de la banda (1976) de Matt Crowley, Un soplo de pasión (1977), junto a Lola Cardona, Delirio del amor hostil (1978), de Francisco Nieva, con María Fernanda D'Ocón y Florinda Chico, Compañero te doy (1978), de Juan José Alonso Millán, Una noche en su casa...señora (1979), con África Pratt, Solo me desnudo delante del gato (1981), de Juan José Alonso Millán, La de San Quintín (1983), de Benito Pérez Galdós, con Fernando Delgado, Las mujeres sabias (1984), con dirección de Miguel Narros de Moliere, Porfiar hasta morir (1989), de Lope de Vega, El príncipe constante (1990) de Calderón de la Barca, El Visón Volador (1992) de Ray Cooney y John Chapman, Calígula (1994) de Albert Camus, La Hermana Pequeña (1999) de Carmen Martín Gaite, ¿Qué tal, cariño? (2001) de Santiago Moncada, Aprobado en castidad (1991), de Narciso Ibáñez Serrador y Nadie es perfecto (2006) de Simon Williams. 
Su última etapa profesional ha estado muy vinculada al medio televisivo participando en las series El Súper (1996-1999), de Telecinco, Agente 700 (2001), de TVE y El auténtico Rodrigo Leal (2005), de Antena 3.
Estuvo casado, entre 1967 y 1984 con la actriz Eva León, con la que tuvo a la igualmente actriz Mercedes Resino. Era primo del exfutbolista y actualmente entrenador Abel Resino.
La madrugada del 13 de marzo de 2011 fallece en la Clínica Mompía de Santa Cruz de Bezana a la edad de 70 años tras una larga enfermedad.